# Tonquin (1807)
Le Tonquin est un navire américain, connu pour son rôle dans l’établissement d’Astoria par la Pacific Fur Company. Il appartenait à John Jacob Astor.

## Description
Le Tonquin est construit en 1807 dans un chantier naval à Long Island, New York. Il est vendu à la Pacific Fur Company. C'est le capitaine Jonathan Thorn qui dirige le navire jusqu'à l’embouchure du fleuve Columbia.